# Neogamasellevans brevisetosa
Neogamasellevans brevisetosa är en spindeldjursart som beskrevs av Wolfgang Karg 1997. Neogamasellevans brevisetosa ingår i släktet Neogamasellevans och familjen Ologamasidae. Inga underarter finns listade i Catalogue of Life.